# Imagine Dragons (EP)
Imagine Dragons je extended play vydané americkou rockovou skupinou Imagine Dragons, které vyšlo ve Spojených státech v roce 2009. Bylo nahráno v Battle Born Studios. Všechny písně napsali Imagine Dragons a sami si je i produkovali. Skladby z tohoto EP se objevily ve Windows Media Playeru, poté, co skupina vyhrála soutěž na Reverbnation. Singl „I Need a Minute“ byl obsažen na CrazedHits.com.
Píseň „I Need a Minute“ se dočkala průlomu na CMJ Radio 200.

## Vzhled alba
Vzhled alba je autostereogram, který obsahuje draka orientovaného napravo.

## Seznam skladeb
| Pořadí         | Název           | Délka |
| -------------- | --------------- | ----- |
| 1.             | I Need a Minute | 3:28  |
| 2.             | Uptight         | 3:44  |
| 3.             | Cover Up        | 4:20  |
| 4.             | Curse           | 3:46  |
| 5.             | Drive           | 4:32  |
| Celková délka: | Celková délka:  | 19:10 |

## Film a televize
- „I Need a Minute“ se objevila v pořadu MTV, The Real World: San Diego.
- „Cover Up“ se objevila v reklamách pro MLS a Real Salt Lake.
- „Cover Up“ se objevila v reklamách pro indie hudební pořad na BYUtv, AUDIO-FILES.